# Farkas Ferenc (jezsuita szerzetes)
Boldogfai Farkas Ferenc (Boldogfa, Zala vármegye, 1742. december 13. – Veszprém, 1807. június 4.) jezsuita rendi pap, nemesapáti esperes és plébános 1774 és 1804 között, Zala vármegye táblabírája, költő, veszprémi mesterkanonok, sümegi fődiakónus.

## Élete

A boldogfai Farkas család címere.

A boldogfai Farkas család család sarja. Apja boldogfai Farkas Ferenc (1713–1770), Zala megyei alispán, táblabíró, jómódú földbirtokos, anyja a barkóczi Rosty családból való barkóci Rosty Anna Mária (1722–1784) után a Haholt-tól eredt alsólendvai Bánffy- és az osztopáni Perneszy családból vette leszármazását. Az apai nagyszülei boldogfai Farkas János (†1724), Zala vármegye helyettes főszolgabírája, földbirtokos, és a sidi Sidy család sarja sidi Sidy Dorottya (1693–1775) úrnő voltak; az anyai nagyszülei barkóczi Rosty László (fl. 1710-1730) vasi főszolgabíró, földbirtokos és a zalalövői Csapody családból való zalalövői Csapody Mária (fl. 1710-1714) asszony voltak. Az anyai nagybátyja barkóczi Rosty Ferenc (1718–1790) Vas vármegye alispánja és országgyűlési követe, királyi tanácsos. Testvérei boldogfai Farkas Lajos piarista pap, és boldogfai Farkas János (1741–1788),  Zala vármegyei Ítélőszék elnöke, Zala vármegye főjegyzője, földbirtokos. Sógorai csáfordi Csillagh Ádám (1739–1797), Zala vármegye főadószedője, első alügyésze, földbirtokos, akinek a neje boldogfai Farkas Anna (1746–1804) volt, valamint tubolyszeghi Tuboly László (1756–1828), főszolgabíró, táblabíró, költő, földbirtokos, szabadkőműves, nyelvújító, akinek a hitvese boldogfai Farkas Erzsébet (1761-1801) volt.
16 éves korában Bécsben belépett a jezsuitákhoz lépett és a Nagyszombatban végezte a teológiát; azután egy évig a convictusban felügyelő volt. 1769. június 18-án mondta első miséjét Nemeszéllben, Zala megyében, az édesapja által építtetett templomban. A rend feloszlatása után (1773) Nemesapátiban, Zala megyében 30 évig plébános volt 1774 és 1804 között. A nemesapáti plébánossága idején nagy erőt fordított a templom helyreállítására és a temető kialakítására. Rosty Anna édesanyja 1779-ben megírt végrendeletében, Ferenc fiát elsőként említi és közli, hogy amíg él támogatni fogja anyagilag, és elvárja azt is, hogy halála után a többi gyermeke segíteni fog testvérének. 1794-től a kanizsai kerület esperese lett és 1803-ban veszprémi mesterkanonokká ("Reverendissimus C. E. W. Magister Canonicus") nevezte ki I. Ferenc magyar király; a veszprémi Szent Pál szemináriumnak, az agg papok házának az igazgatója (Seminarii S. Pauli Emeritorim DD. Parrochorum Praefectus) is volt.

## Munkái
1. Eucharisticon Benedicto Sajgho Ord. S. Bened. ad S. Martinum Archi Abbati, vota Deo secundem profitenti. Tyrnaviae, 1767 (lyrai költemény)
2. Panegyricus D. Francisco Xav. dictus. Tyrnaviae, 1768

## Származása
| boldogfai Farkas Ferenc (*Boldogfa, 1742. december 13. – Veszprém, 1807. június 4.) jezsuita rendi pap, nemesapáti esperes és plébános, Zala vármegye táblabírája, költő, veszprémi mesterkanonok, sümegi fődiakónus. | Apja: boldogfai Farkas Ferenc (Boldogfa, 1713. szeptember 22. – Zélpuszta, Zala vm., 1770. február 22.) jogász, Zala vármegye alispánja, táblabíró, földbirtokos | Apai nagyapja: boldogfai Farkas János (Boldogfa, c. 1675. - †Boldogfa, 1724.) jogász, Zala vm. helyettes főszolgabírája, földbirtokos | Apai nagyapai dédapja: nemes Farkas Mihály (fl. 1654–1664) törökverő katona, földbirtokos (Szülei: nemes Farkas Péter, földbirtok haszonbérlő) |
| boldogfai Farkas Ferenc (*Boldogfa, 1742. december 13. – Veszprém, 1807. június 4.) jezsuita rendi pap, nemesapáti esperes és plébános, Zala vármegye táblabírája, költő, veszprémi mesterkanonok, sümegi fődiakónus. | Apja: boldogfai Farkas Ferenc (Boldogfa, 1713. szeptember 22. – Zélpuszta, Zala vm., 1770. február 22.) jogász, Zala vármegye alispánja, táblabíró, földbirtokos | Apai nagyapja: boldogfai Farkas János (Boldogfa, c. 1675. - †Boldogfa, 1724.) jogász, Zala vm. helyettes főszolgabírája, földbirtokos | Apai nagyapai dédanyja: ságodi Péter Éva (fl. 1687–1702) (Szülei: ságodi Péter Mihály alszolgabíró, földbirtokos) |
| boldogfai Farkas Ferenc (*Boldogfa, 1742. december 13. – Veszprém, 1807. június 4.) jezsuita rendi pap, nemesapáti esperes és plébános, Zala vármegye táblabírája, költő, veszprémi mesterkanonok, sümegi fődiakónus. | Apja: boldogfai Farkas Ferenc (Boldogfa, 1713. szeptember 22. – Zélpuszta, Zala vm., 1770. február 22.) jogász, Zala vármegye alispánja, táblabíró, földbirtokos | Apai nagyanyja: sidi Sidy Dorottya (1693– †Boldogfa, 1775. március 1.)                                                                | Apai nagyanyai dédapja: sidi Sidy Mihály (fl. 1672–1711) egervári vicekapitány, zalavármegyei országgyűlési követ, földbirtokos, főszolgabíró |
| boldogfai Farkas Ferenc (*Boldogfa, 1742. december 13. – Veszprém, 1807. június 4.) jezsuita rendi pap, nemesapáti esperes és plébános, Zala vármegye táblabírája, költő, veszprémi mesterkanonok, sümegi fődiakónus. | Apja: boldogfai Farkas Ferenc (Boldogfa, 1713. szeptember 22. – Zélpuszta, Zala vm., 1770. február 22.) jogász, Zala vármegye alispánja, táblabíró, földbirtokos | Apai nagyanyja: sidi Sidy Dorottya (1693– †Boldogfa, 1775. március 1.)                                                                | Apai nagyanyai dédanyja: szenterzsébeti Terjék Mária (fl. 1688–1692) (Szülei: szenterzsébeti Terjék János, a nyitrai püspökség és a nyitrai vár tiszttartója, Zala vármegyei adószedő, földbirtokos és pohroncz-szelepcsényi Maholányi Borbála)                            |
| boldogfai Farkas Ferenc (*Boldogfa, 1742. december 13. – Veszprém, 1807. június 4.) jezsuita rendi pap, nemesapáti esperes és plébános, Zala vármegye táblabírája, költő, veszprémi mesterkanonok, sümegi fődiakónus. | Anyja: barkóczi Rosty Anna Mária (1722– Zélpuszta, 1784. október 9.)                                                                                             | Anyai nagyapja: barkóczi Rosty László (fl. 1710-1730) jogász, Vas vm. főszolgabírája, földbirtokos                                    | Anyai nagyapai dédapja: barkóczi Rosty István (fl.1684.–†1718) földbirtokos, jószágkormányzója a gróf Batthyány családnak (Szülei: barkóczi Rosty János, földbirtokos és fületinczi Kelcz Anna)                                                                            |
| boldogfai Farkas Ferenc (*Boldogfa, 1742. december 13. – Veszprém, 1807. június 4.) jezsuita rendi pap, nemesapáti esperes és plébános, Zala vármegye táblabírája, költő, veszprémi mesterkanonok, sümegi fődiakónus. | Anyja: barkóczi Rosty Anna Mária (1722– Zélpuszta, 1784. október 9.)                                                                                             | Anyai nagyapja: barkóczi Rosty László (fl. 1710-1730) jogász, Vas vm. főszolgabírája, földbirtokos                                    | Anyai nagyapai dédanyja: jobbágyi Jobbágyi Regina (fl. 1691–1694) (Szülei: jobbágyi Jobbágyi Jeremiás, németújvári tiszttartó, földbirtokos és Rainbolt Regina) |
| boldogfai Farkas Ferenc (*Boldogfa, 1742. december 13. – Veszprém, 1807. június 4.) jezsuita rendi pap, nemesapáti esperes és plébános, Zala vármegye táblabírája, költő, veszprémi mesterkanonok, sümegi fődiakónus. | Anyja: barkóczi Rosty Anna Mária (1722– Zélpuszta, 1784. október 9.)                                                                                             | Anyai nagyanyja: zalalövői Csapody Mária (fl. 1710-1714)                                                                              | Anyai nagyanyai dédapja: zalalövői Csapody István (fl. 1663–1702) (†c.1702) zalalövői várkapitány, földbirtokos (Szülei: Csapody István, földbirtokos, akinek az apja Chiapody István 1626. szeptember 26-án II. Ferdinánd magyar királytól szerzett címeres nemeslevelet) |
| boldogfai Farkas Ferenc (*Boldogfa, 1742. december 13. – Veszprém, 1807. június 4.) jezsuita rendi pap, nemesapáti esperes és plébános, Zala vármegye táblabírája, költő, veszprémi mesterkanonok, sümegi fődiakónus. | Anyja: barkóczi Rosty Anna Mária (1722– Zélpuszta, 1784. október 9.)                                                                                             | Anyai nagyanyja: zalalövői Csapody Mária (fl. 1710-1714)                                                                              | Anyai nagyanyai dédanyja: osztopáni Perneszy Zsófia (fl. 1651–1702) (Szülei: osztopáni Perneszy István, a zalalövői vár várnagya, zalai és somogyi földbirtokos és nyéki Rauch Zsuzsanna)                                                                                  |